# Finanztreff.de
finanztreff.de ist ein internetbasiertes Finanzportal mit Informationsschwerpunkten für private Anleger. Das Portal bietet aktuelle und historische Kursdaten unter anderem für Aktien, Fonds, Anleihen, Devisen, Börsengehandelte Fonds (ETF), ETCs und derivative Produkte.
finanztreff.de erreichte dabei laut der Informationsgemeinschaft zur Feststellung der Verbreitung von Werbeträgern durchschnittlich 14 Millionen Seitenaufrufe pro Monat durch 290.000 Besuchern und zählt damit zu den bedeutendsten Finanzportalen im deutschsprachigen Internet.
Betreiberin von finanztreff.de ist seit November 2018 die Kulmbacher Börsenmedien AG des Verlegers und Unternehmens Bernd Förtsch.